# Parafia Najświętszej Maryi Panny Królowej Polski w Jastrowiu
Parafia pw. Najświętszej Maryi Panny Królowej Polski w Jastrowiu – została utworzona w 1982 roku, należy do dekanatu Jastrowie, diecezji koszalińsko-kołobrzeskiej. Kościół parafialny został zbudowany w 1882 w stylu neogotyckim. Mieści się przy ulicy Adama Mickiewicza.

## Proboszczowie
Opracowano na podstawie materiału źródłowego.
- 1975–1982 – ks. Stanisław Szczepan – rektor wikariatu (zm. 24 lutego 1982 r.)
- 1982–2002 – ks. Kanonik Władysław Deryng (pierwszy proboszcz po erygowaniu parafii w 1982 roku)
- 2002–2005 – ks. Józef Domińczak
- 2005–2006 – ks. Jerzy Ruszkowski (zm. 28 kwietnia 2015 r.)
- 2006–2009 – ks. Józef Kwieciński
- od 2009 – Stanisław Łącki